# ロードナイトモン
ロードナイトモンはデジタルモンスターシリーズに登場する架空の生命体・デジタルモンスターの一種。ロイヤルナイツの一体。

## 概要
名前の由来はばら輝石（Rhodonite）で、鎧の色もそれに合わせたピンク色となっている。また、ナイトモンを統率していることから「Lord of Knights」の意味も兼ねている。

## 種族としてのロードナイトモン
ロイヤルナイツの一体で、全てのナイトモンを従えるデジモン。腕のパイルバンカーは攻防一体の盾。デュークモン同様ロイヤルナイツとしては異端の存在（ウィルス種）である。そのためか、冷酷で悪には容赦しない性格とは裏腹に、正義のためならその悪の味方にもなるなどの矛盾に満ちた所業にも平然と手を染める。
X抗体を取り込んだ形態では騎士王として新しい力を身に付けており、攻防一体の薔薇型の盾「ローゼスパイルバンカー」と細身の刺突剣「ローゼスフェンサー」を新たに装備している。頭部のバイザーに装着された赤い水晶体は戦場を分析して常に自軍を有利な戦況に導くことが可能となり、鎧と共に強化された帯刃はその先端部に配下のナイトモンたちの力を集めることができる。

### 基本データ
- 世代/究極体
- タイプ/聖騎士型
- 属性/ウィルス
- 必殺技/スパイラルマスカレード、アージェントフィアー、ロードオブフラタニティ、ノブレス・オブ・ルージュ、究極戦突剣（きゅうきょくせんとつけん）グランローゼリオ（X抗体）
- 装備/パイルバンカー
- 所属/ロイヤルナイツ

## = 必殺技
スパイラルマスカレード
鎧から伸びる4本の長い帯刃で相手を切り刻む技。
アージェントフィアー
瞬時に相手の懐に入り込み零距離から右腕のパイルバンカーで強力な衝撃波を撃ち出す技。

#### X抗体版
ロードオブフラタニティ
ナイトモン達の力を集めた帯刃を展開し、踊るような動きで多くの敵をまとめて斬り裂く。
ノブレス・オブ・ルージュ
ローゼスパイルバンカーから発生させた薔薇の花弁のハリケーンで敵の動きを封じ、ローゼスフェンサーで相手のデジコアを正確に貫く。
究極戦突剣（きゅうきょくせんとつけん）グランローゼリオ
盾と剣を合体させることで完成する最強のパイルバンカーで、その衝撃波で戦場のあらゆるものを吹き飛ばす。

## 登場人物としてのロードナイトモン

### デジモンフロンティア
声優は置鮎龍太郎（日本語版）、Melodee Spevack（英語版）。第38話よりデュナスモンと共に初登場。主にマグナガルルモン（輝二）と戦うことが多かった。
デュナスモンが圧倒的なパワーを用いた広範囲の破壊を得意としているのに対して、分析力と知力を活かした白兵近接戦を得意としていた。
幾度と無く主人公たちを圧倒し各地のデジコードを強奪していったが、第47話で月にてマグナガルルモンに動きを捉えられ敗北した直後、デュナスモン共々復活したルーチェモンの糧になってしまった。
今作で登場した敵デジモンの中で唯一、戦う度に強くなる主人公たちの力を内心では評価していた。
なお、日本語版では男性が声を担当したが、英語版では女性が声を担当している。

### DIGITAL MONSTER X-evolution
声優は『フロンティア』と同じく置鮎龍太郎。姿は登場せず、声のみの出演。

### デジモンワールドX
ロイヤルナイツで唯一の登場。

### デジモンセイバーズ
声優は千葉進歩（日本語版）、Dave Bushnell（英語版）。他のロイヤルナイツ同様にイグドラシルに仕える身として第40話から登場。第42話でミラージュガオガモンバーストモードによって倒される。

### デジモンクロスウォーズ (漫画)
クロスハート・ブルーフレア連合軍の援軍として第16話から登場。全員がシリアスなムードとなる戦闘時にも一人だけ歌っているなど、非常に能天気かつナルシストな性格である。
登場時、早速「アージェントフィアー」でグランクワガーモンを倒している。その後は必殺技である「スパイラルマスカレード」でキメラモンら相手に戦った。
最終決戦後は描写は無いものの、デジタルワールドに残留した。
単行本第4巻に収録されているオマケ漫画「ばぐら家の横顔 第3回」では、作者の中島諭宇樹曰く「マイペースなナルシスト。ちょっと変態だが、接近戦では最高の技量を誇る」。

### デジモンストーリー サイバースルゥース
声優は久川綾。ミシロ・エンタープライズでEDENプロジェクトの事業推進を統括する執行役員である岸部 リエ（きしべ リエ）の正体として登場。膨大な電脳エネルギーの流れ「デジタルウェイブ」を制御して次元の穴を穿ってデジタルワールドと接続し、現実世界に他のロイヤルナイツが実体化できるようにすることを目的に行動している。このために先遣隊として現実世界にやって来たが、次元の穴を通る際に幼年期まで成長段階を落としたため、リエの身体に宿っている。
長きに渡ってリエの身体に宿った影響で精神に影響を受けており、特にリエの持つ残虐性と恍惚感を引き継ぎ、他者を踏みにじることに快楽を覚えるようになってしまっている。
悠子の父親を殺したのも彼女である。当初はそのつもりはなかったようだが、リエの殺意を伴った野心に引きずられてしまったらしい。人間の悪意をその身で体感したためか、その脅威に警戒心を持っていて人間を滅ぼすことにとりわけ積極的である。最後は、自分と同じく人間に憑依したのに悪意に引きずられなかったアルファモンと自分は一体何が違ったのかを疑問に思いつつ、リエの口調で悠子に悪態をつきながら消滅した。
なお、日本語版にて女性が声を担当したのは本作品が初である。